# Mielichhoferia tehamensis
Mielichhoferia tehamensis là một loài rêu trong họ Bryaceae. Loài này được Showers mô tả khoa học đầu tiên năm 1980.